# أولغا راباي ماركيش
أولغا راباي ماركيش (بالإوكرانية: Ольга Перецівна Рапай-Маркіш) (1 أغسطس 1929-1 فبراير 2012 ) هي نحاتة أوكرانية، وواحدة من أشهر فناني الخزف الأوكرانيين في عصرها، اشتهرت بأعمالها الزخرفية الكبيرة في المباني في جميع أنحاء كييف، وقبل زخارفها المعمارية عملت خبيرة خزف في مصنع كييف التجريبي للفنون الخزفية، حيث برزت من خلال تماثيلها الدقيقة ولوحاتها على الخزف والأطباق.

## السيرة الذاتية
ولدت أولغا بيرتسوفنا ماركيش في 1 أغسطس 1929 في خاركيف، جمهورية أوكرانيا الاشتراكية السوفياتية، لزينايدا جوفي بيرتس ماركيش.
كان والدها كاتبًا يهوديًا سوفيتيًا وكانت والدتها مترجمة، تركت والدتها بيرتس بينما كانت لا تزال حاملاً بأولغا بسبب وجود العديد من النساء الأخريات حوله. في عام 1930 أخذت جوفي أولجا لتعيش في مستوطنة يهودية في زابوروجي مع أجدادها وذهبت للعمل كممرضة ومترجمة للجيش الأحمر. في عام 1934 بعد أن تزوجت جوفي من بوريس تكاتشينكو عادت لابنتها، ثم نُقلت أولغا وشقيقتها مايا إلى كييف، حيث مكثوا حتى اعتقال تكاتشينكو، والذي قُبض عليه في عام 1937 أثناء عملية التطهير الكبرى، وقُبض على والدتها بعد ذلك كزوجة لمجرم مُدان وإرسالها إلى معسكر عمل، ولأن أولجا لم تكن ابنة تكاتشينكو فقدأُرسلت إلى موسكو لتعيش مع والدها وزوجته الجديدة إستير مع ابنيهما شمعون وديفيد.
خلال الحرب العالمية الثانية قام بيرتس بإجلاء عائلته إلى طشقند، أوزبكستان. بعد سنوات قليلة من نهاية الحرب حوالي عام 1947، نُقلت أولغا إلى كييف حيث بدأت الدراسة في معهد تاريخ الفن، في عام 1949 بدأ الاتحاد السوفيتي موجة من التطهير اليهودي، حيث اعتقلت المفوضية الشعبية للشؤون الداخلية(NKVD) أعضاء لجنة مناهضة الفاشية بمن فيهم والدها. أُعدم بيرتس في عام 1952 بتهمة "القومية اليهودية"، ونُفيت عائلته إلى كازاخستان لقضاء عقوبة بالسجن لمدة عشر سنوات كأعداء للشعب. بعد عامين نُقلو بين شمال كازاخستان  وأباكان، في منطقة خاقاسيا جنوب سيبيريا.
في أوائل الخمسينيات من القرن الماضي ، كانت أولغا ماركيش قد بدأت علاقة مع نيكولاي راباي، وعلى الرغم من نفيها زارها وأصبحا مخطوبين. أنجبت ابنتها إيكاترينا وهي لا تزال في المنفى. في عام 1955 بعد وفاة ستالين عادت العائلة إلى موسكو، ثم عادوا إلى كييف، حيث أكملت دراستها في عام 1956 بشهادة من قسم النحت.
1. 1 2 3  "Грації і блазні» Ольги Рапай". مؤرشف من الأصل في 2023-03-24.
2. 1 2  "Виставка порцеляни та кераміки Ольги Рапай під назвою "Грації та блазні" відкриється 1 квітня". 29 مارس 2015. مؤرشف من الأصل في 2022-03-23.
3. ↑  "Керамический мир Ольги Рапай". مؤرشف من الأصل في 2022-03-23.